# Агджакенд (Ходжавендский район)
Агджакенд (азерб. Ağcakənd) — село в Кёхня-Тагларском сельском администратитвно-территориальном округе Ходжавендском районе Азербайджана.

## География
Село Агджакенд входит в состав Кёхня-Тагларского сельского административно-территориального округ Ходжавендского района, при этом в состав этого сельского административно-территориального округа входит также и село Кёхня-Таглар, которое является центром этого сельского административно-территориального округа. Село расположено на берегу реки Чахмагчай, в предгорьях Карабахского хребта, в 75 км к юго-западу от районного центра — города Ходжавенд.

## История
В советский период село Агджакенд входило в состав Хинтагларского сельсовета Гадрутского района Нагорно-Карабахской автономной области (НКАО) Азербайджанской ССР.
2 сентября 1991 года на совместной сессии Нагорно-Карабахского областного и Шаумяновского районного Советов народных депутатов была принята Декларация о провозглашении Нагорно-Карабахской Республики в границах Нагорно-Карабахской автономной области (НКАО) и сопредельного Шаумяновского района Азербайджанской ССР.
26 ноября 1991 года Верховный Совет Азербайджанский Республики принял Закон "Об упразднении Нагорно-Карабахской автономной области Азербайджанской Республики". В этом Законе было постановлено помимо упразднения Нагорно-Карабахской Автономной Области (НКАО), в том числе также и переименование Мартунинского района в Ходжаведский, упразднение Гадрутского района и присоединение территории Гадрутского района в состав Ходжавендского района. 29 декабря 1992 года решением Милли Меджлиса Азербайджанской Республики № 428 село Хинтаглар Ходжавендского района было переименовано в Кёхня-Таглар. В настоящее время село Агджакенд входит в состав Кёхня-Тагларского сельского административно-территориального округа Ходжавендского района Азербайджана.
В первый раз население села было полностью депортировано подразделениями ОМОН Азербайджана и советской армии в Армению в ходе операции «Кольцо». Это произосходило с 13 по 16 мая 1991 года. Впоследствии часть жителей вернулась в село, но они были депортированы повторно с 3 по 4 июня 1991 года.
В ходе Карабахского конфликта село в 1993 году было занято армянскими вооружёнными формированиями и попало под контроль непризнанной Нагорно-Карабахской Республики (НКР). Согласно административно-территориальному делению непризнанной республики, контролировавшей село до 2020 года, располагалось в Гадрутском районе НКР и называлось Хандзадзор (арм. Խանձաձոր).
20 октября 2020 года Президент Азербайджана Ильхам Алиев заявил, что вооружённые силы Азербайджана восстановили контроль над селом.

## Население
Согласно сельскохозяйственной переписи 1921 года село Агджакенд Кубатлинского уезда Азербайджанской ССР вместе с отсёлком Бедурускенд имело население 278 человек (55 хозяйств), преобладающая национальность — армяне[уточнить].
По состоянию на 1 января 1933 года в селе проживало 542 человек (76 хозяйств), все — армяне.

## Экономика
Местное население села преумещественно было занято в сфере животноводства и виноградарства.